# 香帥傳奇
《香帥傳奇》（英語：Chor Lau-heung）是1995年台湾电视公司八點檔武俠电视剧，根據古龙所著的武俠小說《楚留香》改編，曹景德領導景得傳播製作，范秀明導演，顧安生監製，郑少秋主演，1994年2月18日於台北縣平溪鄉野人谷開鏡，1995年4月3日至1995年6月2日首播。本剧是原创剧情，和原版小说几乎没有相关性。香港播映權由亞洲電視購得，1995年5月於本港台播出。

## 演员表
- 郑少秋 饰 楚留香[1]（配音：李香生）（粵語配音：本人兼任）
- 杨丽菁 饰 上官无极[1]（配音：陈美贞）
- 沈孟生 饰 胡铁花（配音：张鸿明）
- 康凯 饰 姬冰雁（配音：石班瑜）
- 夏光莉 饰 圣年公主（配音：孙若瑜）
- 陈亚兰 饰 高亚男（配音：孙若瑜）
- 杨琼华 饰 秋心（配音：姜瑰瑾）
- 黄建群 饰 昭明太子（配音：邱展文）
- 林美贞 饰 苏蓉蓉（配音：姜瑰瑾）
- 张馨月 饰 李红袖（配音：陈美贞）
- 黄小菁 饰 宋甜儿（配音：孙若瑜）
- 黄小龙 饰 阿布（配音：王瑞芹）
- 李全忠 饰 白迪伦（配音：石班瑜）
- 郝曼丽 饰 宝玉黛（配音：王瑞芹）
- 李菁芳 饰 达里比斯国王（配音：张鸿明）
- 孟庭丽 饰 练霓裳（配音：王瑞芹）
- 郑平君 饰 天枫十四郎
- 康殿宏 饰 上官守拙（配音：陈国伟）
- 李小飞 饰 莫言（配音：陈国伟）
- 陈慧楼 饰 童颜（配音：邱展文）
- 陈文山 饰 察木合（配音：陈国伟）
- 郭丽琴 饰 卫凌波（配音：王瑞芹）
- 黄冠雄 饰 独眼（配音：蔡富贵）
- 黄宗昌 饰 小怪（配音：陈旭升）
- 齐原 饰 汉青（配音：邱展文、陈旭升）
- 吴炎栋 饰 左轻侯（配音：石班瑜）
- 小戽斗 饰 司空摘星（配音：邱展文）
- 王筠 饰 玉娘（配音：姜瑰瑾）
- 马侠 饰 巡抚（配音：石班瑜）
- 徐慧宣 饰 沈秀君（配音：于润兰）
- 胡翔评 饰 沈万山（配音：邱展文）
- 初本科 饰 至空大师（配音：石班瑜、张鸿明、邱展文）
- 李龙吟 饰 哈里发（配音：邱展文）
- 杜士林 饰 药圣（配音：张鸿明）
- 罗思琪 饰 包玉庭（配音：陈旭升）
- 王素琴 饰 东郭大娘（配音：孙若瑜）
- 吕俍慧 饰 胡媚儿（配音：王瑞芹）
- 李龙吟 饰 右超（配音：陈旭升）
- 孙小明 饰 桑吉
- 杜士林 饰 红叶法师（配音：石班瑜）
- ？ 饰 渡远（配音：张鸿明）
- 许立坤 饰 黑虎寨寨主（配音：楊少文）

## 軼事
- 1999年9月21日，台灣發生九二一大地震，當時台視仍在重播《香帥傳奇》，以字幕跑馬燈告知災情[2]。

## 作品的變遷
| 台視 週一至週五 20:00～21:00          | 台視 週一至週五 20:00～21:00     | 台視 週一至週五 20:00～21:00 |
| ------------------------------------- | -------------------------------- | ---------------------------- |
|                                       | 香帥傳奇 （1995.4.3 - 1995.6.2） |                              |
| 臺灣水滸傳 （1994.12.26 - 1995.3.31） | —                                |                              |

## 外部連結
- 楚留香 （页面存档备份，存于）
- 时光网上《香帥傳奇》的資料（简体中文）
- 豆瓣电影上《香帥傳奇》的資料 （简体中文）